# Quiraing
Quiraing (v gaelštině Cuith-Raing) je skalní formace tektonického původu na severní straně vrchu Meall na Suiramach, který je nejsevernějším výběžkem horského pásma Trotternish Ridge na ostrově Skye (souostroví Vnitřní Hebridy, které patří ke Skotsku).
Quiraing patří mezi nejfotografovanější přírodní scenérie Hebrid, vzhledem k špatnému počasí a odlehlé poloze však není zatížen masovou turistikou. Přístup je z obcí Staffin a Flodigarry na severním pobřeží poloostrova Trotternish, alternativně z Uigu na západním pobřeží přes vrchol Meall na Suiramach. Z vrcholu je za příznivých povětrnostních podmínek dobrý výhled na okolí Loch Torridon a hory v oblasti Wester Ross.

## Původ názvu
Název pochází ze staroseverštiny, původně zněl "Kvi Rand", což znamená "kruhový ovčín". Uprostřed tohoto prostoru v oblasti Quiraingu se totiž nachází vyvýšená skalní plošina, zvaná The Table (tj. "Stůl"), na níž prý místní obyvatelé ve středověku ukrývali svá stáda před vikinskými nájezdníky.

## Geologie
Poloostrov Trotternish je tvořen převážně magmatickými třetihorními horninami , jimiž byly před zhruba 60 milióny let překryty starší usazeniny z jurského období. Formace Quiraing vznikla střižným pohybem dvou zemských desek. Zlom je stále aktivní a silnice z Flodigarry se musí často opravovat. Ve vrcholových partiích se vyskytují různé bizarní skalní tvary, z nichž mezi nejznámější patří 37 metrů vysoká The Needle ("Jehla").

### Mineralogie
V horninách Quiraingu se vyskytují různé druhy minerálů, zejména ze skupiny zeolitů. Mezi zdejšími minerály lze jmenovat například analcim, chabazit, levynit, mezolit, pektolit, stilbit či thomsonit.

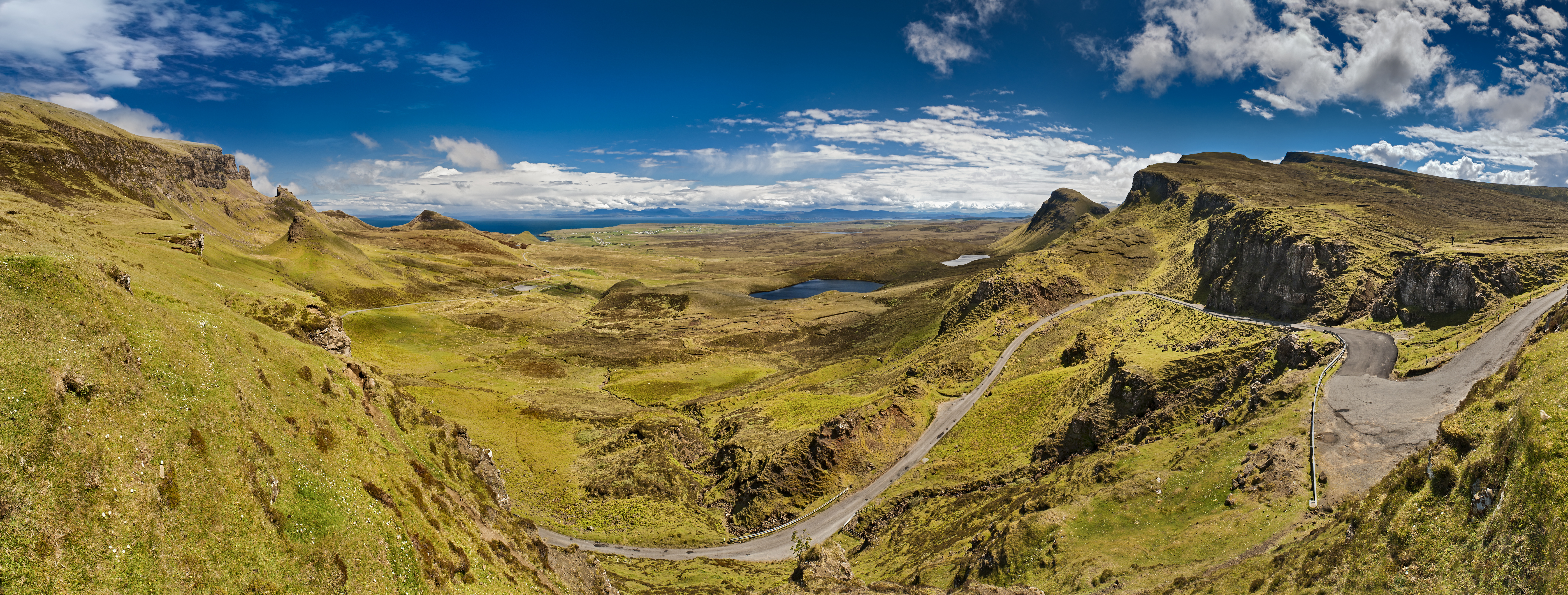
Výhled z Quiraingu na Staffin Bay
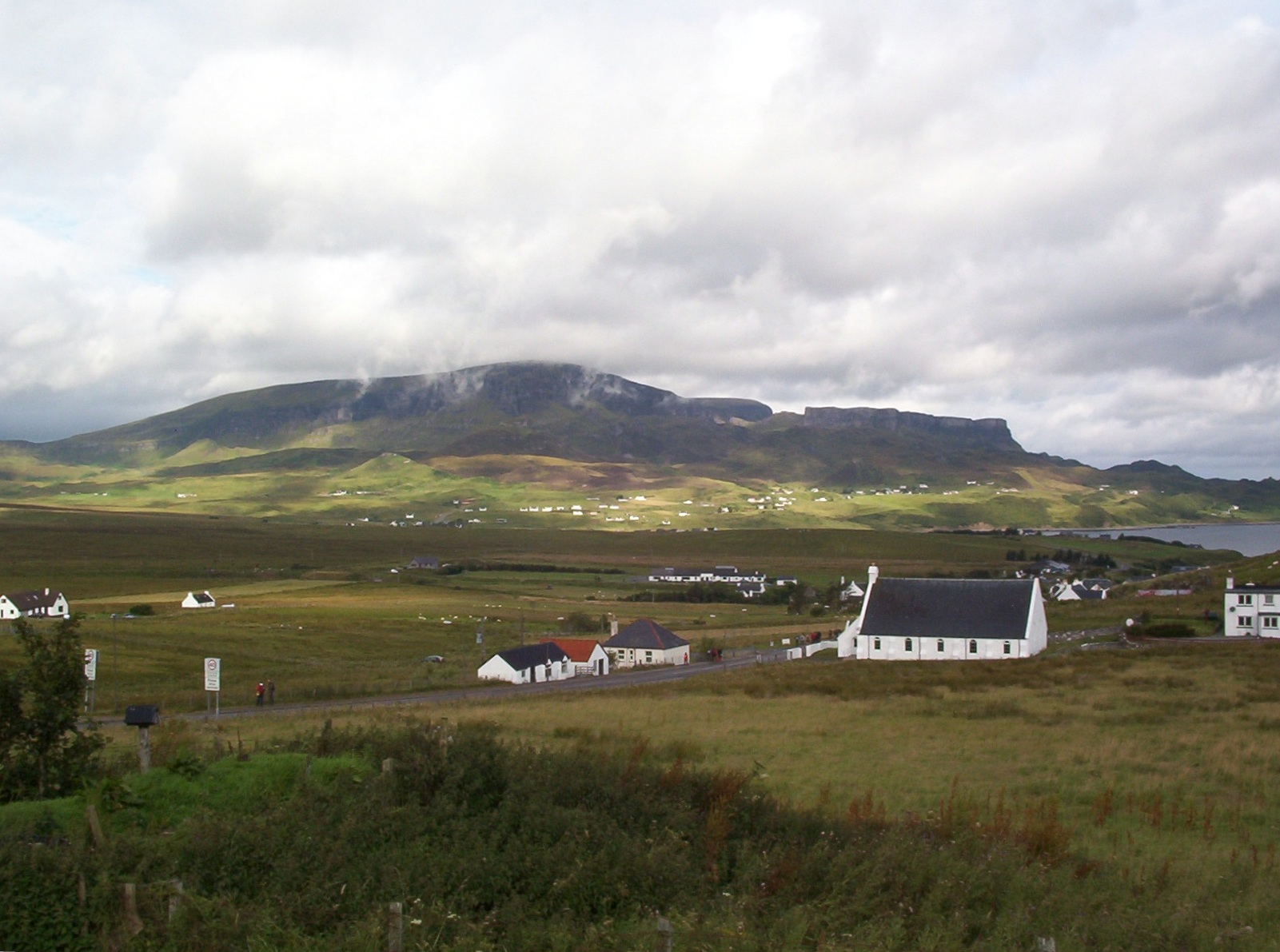
Quiraing od městečka Staffin

## Quiraing ve filmu
Dramatická scenérie skalní formace Quiraingu našla uplatnění při natáčení exteriérů několika filmů. V roce 1974 to byl například sci-fi film The Land that Time Forgot, v roce 1986 byly v prostoru plošiny The Table natočeny některé záběry pro film Highlander a v roce 1996 režisér Lars von Trier natáčel na cestě přes Quirang u Staffinu pasáže z filmu Breaking the Waves. Dalšími filmy byly Stardust (Hvězdný prach, 2007), Snow White and the Huntsman (2012), Macbeth (2015) a King Arthur: Legend of the Sword (2017).